# Григорян Геворг Степанович
Геворг Степанович Григорян (вірм. Գևորգ Ստեփանի Գրիգորյան; 1897–1976), також відомий як Джотто (вірм. Ջոտտո) — вірменський художник.

## Біографія
Народився у 1897 році у Тбілісі. З семи років був вимушений заробляти на життя, працював «хлопчиком» на мазутному складі, в перукарні, був кур'єром, розносником газет, продавцем у фруктовій крамниці, книжковому кіоску, склярем тощо. У 1916–1920 роках відвідував школу живопису і скульптури Кавказького товариства заохочення витончених мистецтв, де навчався разом з майбутніми видатними художниками Олександром Бажбеук-Мелікяном, Єрвандом Кочаром, Ладо Ґудіашвілі. У 1918 році взяв участь у звітній виставці школи.
У 1921 році з групою молодих акторів під керівництвом Сурена Хачатуряна (брата Арама Хачатуряна) вирушив до Москви, де вступив на другий курс ВХУТЕМАСа. Невдовзі став членом секції художників «Айартуна». У 1922 році почав викладати малювання у трудових школах. У 1924 році вступив на робфак при ГПІ ім. Леніна. У 1927 році взяв участь у декількох виставках, зокрема у виставці тбіліських художників і виставці мистецтва народів СРСР. З 1929 по 1948 рік брав участь майже у всіх виставках, які проводились у Єревані і Тбілісі. Проте з 1948 року в житті художника розпочались роки забуття, він був виключений з Спілки художників Грузії. У пориві відчаю знищив 300 своїх живописних робіт.
З 1958 року знову брав участь у виставках, а 1962 року завдяки зусиллям певних кіл вірменської інтелігенції переїхав до Єревану. У 1965 році відбулась в Союзі художників Вірменії відбулась його перша персональна виставка. У 1972 році експонував роботи у Москві на виставці художників Закавказзя.
Помер у 1976 році в Єревані за день до свого 79-річчя. 25 листопада 1980 року в Єревані був відкрити Музей-майстерня Геворга Григоряна. Твори художника зберігаються в Музеї-майстерні, Музеї сучасного мистецтва, Національній галереї Вірменії, в приватних колекціях у Вірменії та інших країнах світу. 